# Київське вище професійне училище технологій та дизайну одягу
Київське вище професійне училище технологій та дизайну одягу — державний вищий навчальний заклад II рівня акредитації у Києві. Засноване 21 травня 1949 року як школа фабрично-заводського навчання при Дарницькому шовковому комбінаті, яка готувала ткачів. 
У 1976 році школа переїхала у нове приміщення на тодішньому проспекті Юрія Гагаріна (нині проспект Леоніда Каденюка) і змінила назву на технічне училище №4. З 1985 року — це СПТУ №34, а з 1994 року — ПТУ №34. У 1997 році відбувалося злиття ПТУ №34 з ПТУ №48 імені Рози Люксембург та ПТУ №36 ВАТ «Київхімволокна». Сучасну назву училище одержало у 2003 році. 
Училище готує наступних фахівців: агентів з організації туризму, перукарів, секретарів керівника, швачок, кравців, закрійників, художників, конструкторів, дизайнерів (швейний напрям), художникиків-модельєрів (перукарський напрям). Училище має 2 групи молодших спеціалістів. В училищі навчається понад 600 учнів.